# 安田隆明
安田 隆明（やすだ たかあき、1916年9月17日 - 2009年7月20日）は、日本の政治家。参議院議員（3期）。

## 来歴・人物
石川県出身。石川県立青年学校教員養成所（後の石川青年師範学校、現在の金沢大学）を卒業し、石川県庁に入庁。
石川県総務部長、副知事などを経て、1968年の参議院議員選挙に石川県選挙区から無所属で出馬し初当選。当選後に自由民主党に入党し、党内では宏池会に所属。1982年第1次中曽根内閣の科学技術庁長官として初入閣。
1986年政界引退。同年秋の叙勲で勲一等瑞宝章受章（勲五等からの昇叙）。
2009年7月20日、肺炎のため死去。92歳没。死没日をもって正七位から従三位に叙される。
石川県中小企業団体中央会長（後に名誉会長）を務めた。